# Fluoreto de sulfurilo
O fluoreto de sulfurilo (também chamado de fluoreto de enxofre) é um composto inorgânico com a fórmula SO2F2. É um gás facilmente condensado e tem propriedades mais semelhantes ao hexafluoreto de enxofre do que ao cloreto de sulfurila, sendo resistente à hidrólise até 150° C. É neurotóxico e um potente gás de efeito estufa, mas amplamente utilizado como inseticida fumigante para controlar cupins.

## Estrutura, preparação, reações
A molécula é tetraédrica com simetria C2v. A distância S-O é de 140,5 pm e S-F é de153,0 pm. Conforme previsto pela teoria VSEPR, o ângulo O-S-O é mais aberto que o ângulo FSF, 124° e 97°, respectivamente.
Uma síntese do composto começa com a preparação de fluorosulfito de potássio:
SO2 + KF → KSO2 F
Este sal é então clorado para dar fluoreto de cloreto de sulfurila :
KSO2 F + Cl 2 → SO2 ClF + KCl
Aquecimento adicional a 180° C do fluorosulfito de potássio com o fluoreto de cloreto de sulfurilo dá o produto desejado:
SO2 ClF + KSO 2 F → SO2F2 + KCl + SO 2
O aquecimento de sais de fluorosulfonato de metal também fornece esta molécula:
Ba(OSO2 F)2 → BaSO4 + SO2F2
Pode ser preparado por reação direta de flúor com dióxido de enxofre :
SO2 + F2 → SO2F2
Em escala laboratorial, o fluoreto de sulfurilo foi preparado a partir de 1,1'-sulfonildiimidazol, na presença de fluoreto de potássio e ácido.
O fluoreto de sulfurino não é reativo com sódio metálico fundido. Da mesma forma, é lento para hidrolisar, mas eventualmente se converte em trióxido de enxofre.
O gás de fluoreto de sulfurilo é um precursor de fluorosulfatos e fluoretos de sulfamoila:
SO2F2 + ROH + base → ROSO2 F + Hbase + F −

## Use como fumigante
Originalmente desenvolvido pela Dow Chemical Company, o fluoreto de sulfurila é amplamente utilizado como um inseticida fumigante estrutural para controlar cupins de madeira seca, particularmente em regiões de clima quente do sudoeste e sudeste dos Estados Unidos e no Havaí. Menos comumente, ele também pode ser usado para controlar roedores, besouros de pólvora, besouros deathwatch, besouros de casca e percevejos. Seu uso aumentou como substituto do brometo de metila, que foi eliminado devido aos danos à camada de ozônio. É uma alternativa ao uso da fosfina, que é extremamente tóxica.

### Metodologia de fumigação
Durante a aplicação, o edifício é fechado e preenchido com o gás por um certo período de tempo, geralmente de 16 a 18 horas, mas chegando a 72 horas. O edifício deve então ser ventilado, geralmente por pelo menos 6 horas, antes que os ocupantes possam retornar. Os regulamentos da Califórnia, nos EUA, indicam que a barraca ficará montada por três a cinco dias, o que inclui ventilação. Nos EUA, o fluoreto de sulfurila deve ser transportado em um veículo marcado com placas de "Perigo por inalação 2". A maioria dos estados exige uma licença ou certificação para o indivíduo que aplica o fumigante.
A concentração é continuamente monitorada e mantida no nível especificado usando equipamentos eletrônicos. Possíveis vazamentos também são verificados por detectores eletrônicos de baixo alcance. A reentrada em casa é permitida quando o nível de concentração é igual ou inferior a 5 ppm. O fluoreto de enxofre é incolor e inodoro e por isso durante o processo de fumigação, um agente de alerta chamado cloropicrina é liberado no prédio para garantir que nenhum ocupante permaneça. A fumigação em tenda é o tratamento mais eficaz para o extermínio de infestações de insetos destruidores de madeira. O calor é o único outro método aprovado para o tratamento de estrutura total para cupins na Califórnia.

### Perspectiva dos EUA
O fluoreto de enxofre é comercializado nos Estados Unidos por três fabricantes, sob quatro marcas diferentes. Vikane (Dow) (EPA Reg. No. 62719-4-ZA) está disponível comercialmente desde o início dos anos 1960, com Zythor (comercializado pelo concorrente Ensystex da Carolina do Norte) (EPA Reg. No. 81824-1-AA) sendo mais recentemente introduzido gradualmente conforme seu uso é aprovado por estados individuais. O fluoreto de enxofre tem sido comercializado como um fumigante pós-colheita para frutas secas, nozes e grãos sob o nome comercial ProFume (US EPA Reg. Nº 62719-376-AA). Mais recentemente, a Drexel Chemical Company registrou Master Fume (EPA Reg. nº 19713-596-AA) para o mercado estrutural, competindo com Vikane e Zythor.

## Riscos para a saúde
A inalação de fluoreto de enxofre é perigosa e pode resultar em irritação respiratória, pneumonia, náusea, dor abdominal, depressão do sistema nervoso central, dormência nas extremidades, espasmos musculares, convulsões e morte (por edema pulmonar). Essas altas exposições ocorreram quando as pessoas entraram ilegalmente nas estruturas durante a fumigação ou após aeração insuficiente. Estudos epidemiológicos mostraram que os trabalhadores da fumigação que usaram fluoreto de sulfurilo apresentam efeitos neurológicos, que incluíram desempenho reduzido em testes cognitivos e testes de memória padrão e função olfativa reduzida.

### Estudos de caso
Em 1987, um casal de idosos foi exposto ao fluoreto de sulfurilo em sua casa já liberada para reentrada. Embora a empresa de fumigação abrisse janelas e portas e arejasse a casa com ventiladores, o nível de fluoreto de enxofre não foi medido. O composto não foi detectado quando o ar foi amostrado 12 dias após a aeração. O casal sentiu fraqueza, náusea e falta de ar naquela noite. O homem sofreu uma convulsão e morreu no dia seguinte. A condição de sua esposa piorou com edema pulmonar, e ela morreu após uma parada cardiovascular 6 dias depois.
Em 2015, um menino de 10 anos sofreu graves danos cerebrais e perdeu a função de seu braço e perna esquerdos depois que sua casa foi tratada com fluoreto de sulfurilo e arejada insuficientemente, levando a uma investigação criminal do Departamento de Justiça e do Departamento de Agricultura e Agricultura da Flórida. Serviços do Consumidor. Mais tarde, dois funcionários do controle de pragas se declararam culpados das acusações por uso indevido do pesticida, que resultou no envenenamento do menino, e foram condenados a um ano de prisão.
Em 2016, um homem de 24 anos que supostamente entrou em um apartamento que estava sendo fumigado em Fremont, Califórnia, para cometer um roubo, foi exposto a fluoreto de enxofre e cloropicrina e morreu pouco depois. De acordo com um policial, ele sentiu dificuldade para respirar e estava suando antes de desmaiar a poucos passos da janela do primeiro andar do apartamento que supostamente roubou.

## Gás de efeito estufa

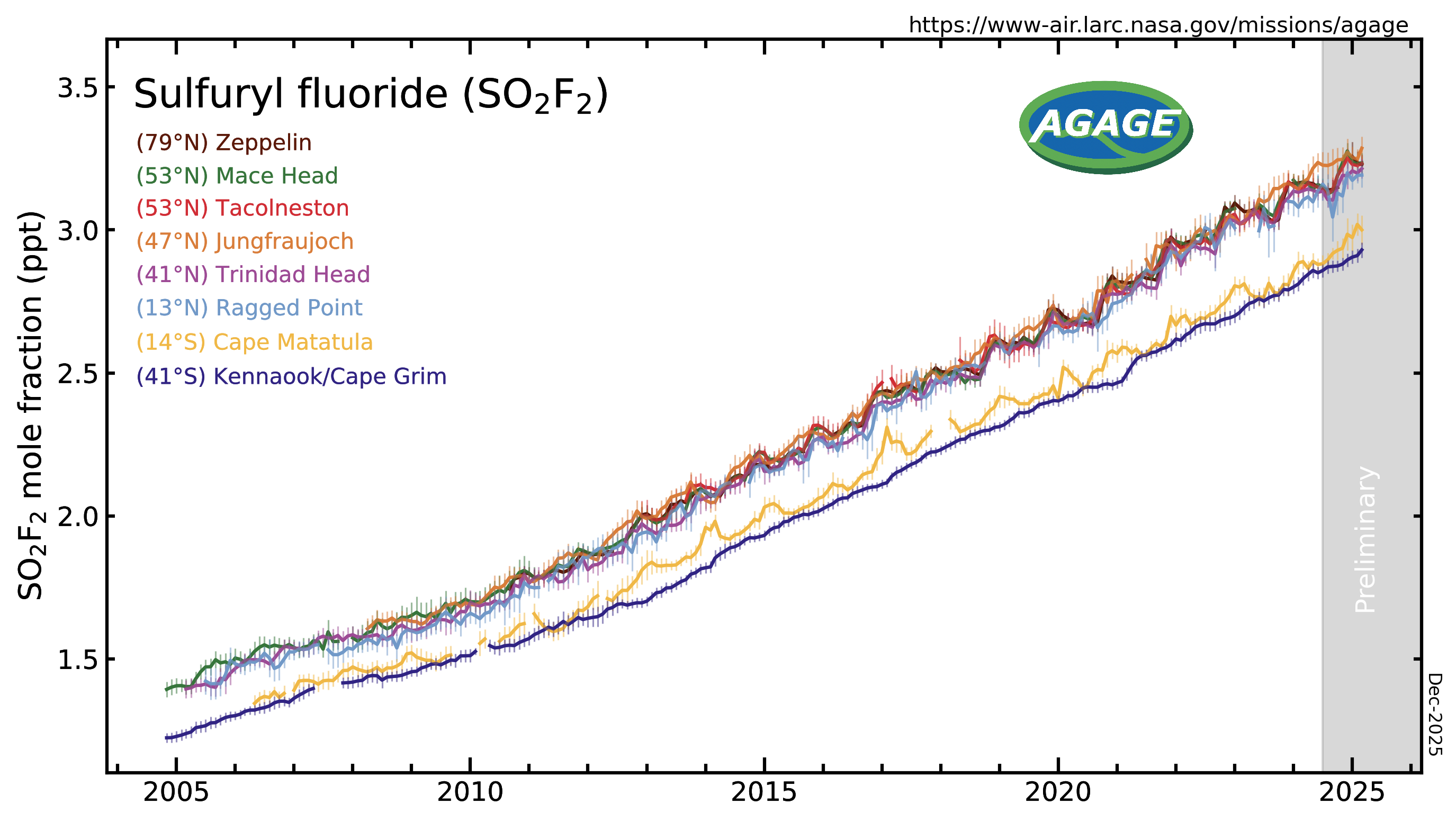
O fluoreto de sulfurilo (SO_{2}F_{2}) medido pelo Experimento Avançado de Gases Atmosféricos Globais (AGAGE) na baixa atmosfera (troposfera) em estações ao redor do mundo. As abundâncias são dadas como frações molares médias mensais livres de poluição em partes por trilhão.

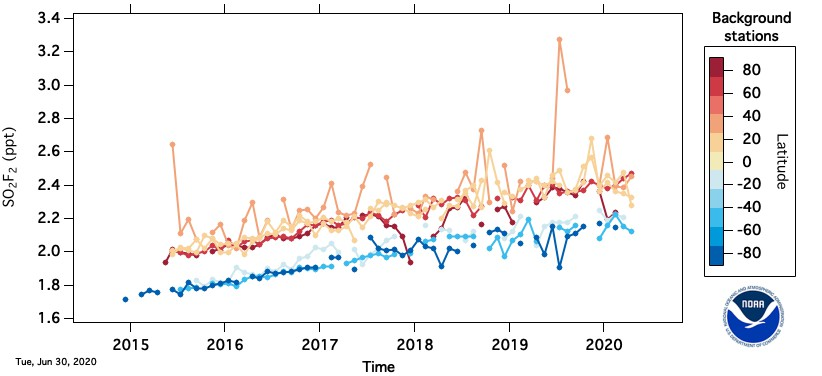
Série temporal de fluoreto de enxofre em várias latitudes

Com base nas primeiras medições atmosféricas e arquivadas in situ de alta frequência e alta precisão, o fluoreto de sulfurilo tem uma vida útil atmosférica de 30-40 anos, muito mais do que os 5 anos estimados anteriormente.
O fluoreto de enxofre foi relatado como um gás de efeito estufa que é cerca de 4.000 a 5.000 vezes mais potente em capturar a radiação infravermelha (por kg) do que o dióxido de carbono (por kg). A quantidade de fluoreto de sulfurilo liberada na atmosfera é de cerca de 2.000 toneladas métricas por ano. O processo de degradação mais importante de fluoreto de sulfurilo é a dissolução do fluoreto de sulfurilo atmosférico no oceano seguida de hidrólise.